# Fátima Anllo Vento
Fátima Anllo Vento (Madrid, 8 de marzo de 1958) es una investigadora cultural española experta en políticas culturales y una de las pioneras en la introducción de la gestión cultural en España.

## Biografía
Nació en Madrid, en 1958. Estudió medicina y cirugía en la Universidad Autónoma de Madrid y en la Universidad de Valladolid, en la que se licenció en el año 1983. Posteriormente, se tituló en Anatomía Patológica en el Hospital Universitario Río Hortega de Valladolid.
En 1988 su interés por la cultura y las artes le llevaron a abandonar la práctica de la medicina y centrar su actividad en el campo cultural. Durante 1989 y 1990 cursó estudios de Master (double major) en Gestión de Artes Visuales y Artes Escénicas en New York University. En el año 1996 fue becada por el European Consortium for Political Research (ECPR) para estudiar "Social Data Analysis and Collection" en la Universidad de Essex. Se ha formado en gestión y desarrollo organizacional en el IEEP y el Tavistock Institute de Londres. En marzo del año 2017 se doctoró en Sociología y Antropología en la Facultad de Sociología y Ciencias Políticas de la Universidad Complutense de Madrid con su tesis "Participación y poder en la gobernanza de las políticas culturales. El caso de la política musical del Estado español durante la etapa democrática (1978-2013)".

### Trayectoria profesional
Inició su actividad en el ámbito de la cultura como profesional independiente. Durante su estancia en Nueva York, colaboró con algunas de las entidades independientes más destacadas de la ciudad como el teatro La MaMa Experimental Theatre Club, una de las salas fundadoras del movimiento Off-Off-Broadway o The Kitchen. Su colaboración con el Departamento de Instituciones Culturales del New York City Department of Cultural Affairs del Ayuntamiento de Nueva York para revisar el procedimiento de subvenciones, le permitió conocer la relación entre lo público y lo privado en los Estados Unidos.
Su trayectoria profesional está ligada fundamentalmente al impulso de la formación y de la investigación cultural en España. Fue pionera en la formación de gestores culturales en España. En 1991 diseñó y puso en marcha, para el Instituto Complutense de Ciencias Musicales (ICCMU), el "Máster en Gestión Cultural: Música, Teatro y Danza" de la Universidad Complutense de Madrid, que había sido solicitado por el Instituto de las Artes Escénicas y de la Música (INAEM) del Ministerio de Cultura. Se trata de unos de los másteres más antiguos y de mayor éxito de la UCM ya que ha ocupado el primer puesto entre los mejores posgrados de gestión cultural en España durante trece años de los catorce que se vienen publicando.
En el año 1997 fue nombrada Directora Departamento de Estudios y Mecenazgo de la Fundación Autor, fundada por la Sociedad General de Autores y Editores (SGAE) ese mismo año para la difusión del arte y el patrimonio cultural,desde donde impulsó la puesta en marcha de diversos proyectos también pioneros, entre ellos las Encuestas sobre Hábitos y Prácticas Culturales en España,que a partir de 2005 paso a realizar el Ministerio de Cultura;la creación del Centro de Investigaciones de Mercado Cultural (CIMEC), los Anuarios SGAE de las Artes Escénicas, Musicales y Audiovisuales,la elaboración del MIREM: Mapa Informatizado de Recintos Escénicos y Musicales en España,herramienta aún vigente que ayudó a transformar los sistemas de producción escénica, y la creación de la colección Datautor, para la divulgación de investigaciones culturales en el ámbito de las ciencias sociales.
Entre los años 1999 y 2000 asumió la Dirección General de The History Channel Iberia, B.V., empresa que introdujo en el mercado ibérico el canal de televisión The History Channel con el nombre de "El Canal de Historia" en España y "O Canal de Historia" en Portugal.
Formó parte del comité científico del Congreso Internacional ‘Lugares de Cultura. Creatividad para el desarrollo’ celebrado en Santiago de Compostela en 2009y en 2010 fue secretaria de la conferencia “Movilidad de Artistas y Producciones de Artes Escénicas y Música en la Unión Europea”.
Entre los muchos cursos y seminarios culturales que ha impartido se encuentran el "XIII Seminario Internacional Oracle" entre marzo y abril de 2011 organizado por la Red Europea ORACLE de Gestores Culturales en el Instituto Complutense de Ciencias Musicales de la UCM. También en Madrid, impartió "En busca del arca perdida. Fundrashing para organizaciones culturales" en mayo de 2012 y coordinó la mesa redonda en la sesión “Marco conceptual y análisis del contexto” del encuentro para el desarrollo de la cooperación público-privada en artes escénicas que se celebró en el Centro Cultural Puerta de Toledo de Madrid en marzo de este mismo año.
Tuvo un papel importante en el desarrollo del Plan Estratégico de Cultura de Pamplona ocupando el cargo de Directora científica. Los objetivos de este plan son fomentar la presencia de las artes y la cultura en la vida cotidiana.
En 2013 participó en la mesa redonda “Dinamización cultural” para el curso de la Universidad Complutense “Desde la Creación a la Representación. Las Mujeres como Profesionales del Arte” En 2014 realizó una ponencia en el "VII Seminario Internacional del Observatorio Cultural del Proyecto Atalaya" en Huelva. Este Seminario se concibió como un espacio de reflexión sobre el momento que vive la formación universitaria y no universitaria en el campo de la gestión cultural.

### Trayectoria investigadora
En 2014 abandonó la formación para centrarse en la investigación orientada hacia la acción y la toma de decisión en las políticas culturales. Para ello fundó el Observatorio de Creación y Cultura Independiente (OCI), entidad dedicada a promover el desarrollo del sector de creación independiente en España mediante el estudio e investigación de su realidad, problemas y necesidades. Son conocidas las investigaciones anuales que viene realizando sobre la situación de las compañías de danza independiente en España.
Sus principales áreas de investigación son las políticas culturales y la acción colectiva, en especial todo lo relativo a la participación de la ciudadanía en las artes y el desarrollo y la gobernanza democráticas.
Es miembro del Consejo Asesor de la Revista Internacional de "Gestión y Cultura Contemporánea G+C", del año 2008 al 2013 editada por Área de Trabajo, S.L., bajo la dirección del responsable del Área de Artes Escénicas, Abraham Martínez y donde publica artículos como  “Por una actualización de la gestión cultural en las artes escénicas".
Llevó a cabo las publicaciones relacionadas con Políticas Culturales de la Colección "Polítopias", editada por Marcial Pons y dirigida a la publicación de clásicos de las Ciencias Sociales y estudios del presente.
Entre 1992-1997 dirigió la Colección: "Documentos en Gestión Cultural", del Instituto Complutense de Ciencias Musicales, UCM y publica el artículo "¿Qué es el patrocinio? Apuntes para la Reflexión" en la Fundación Arte Tripharia de Madrid.
En 2019 elaboró el Informe sobre la aplicación de la Ley de Igualdad en el ámbito de la cultura en el marco competencial del Ministerio de Cultura y Deporte.
Ha coordinado en 2022 la Guía para la adopción de medidas de acción positiva en el ámbito de la cultura editada por el Centro de Estudios Políticos y Constitucionales.

### Trayectoria feminista
Es conocida además por su defensa del feminismo y sus esfuerzos por conseguir «el empoderamiento de las mujeres gestoras» según sus propias palabras.
Es miembro del Consejo de Asesoras de Mujeres en las Artes Visuales (MAV), asociación intersectorial de mujeres del arte contemporáneo español.
Con motivo de la celebración del Día Internacional de la Mujer, el día 7 de marzo de 2017 se celebró en Madrid el encuentro "Cultura y mujeres" con asociaciones de mujeres en la cultura, con la participación de Fátima Anllo; Virginia Yagüe, presidenta de CIMA, la Asociación de Mujeres Cineastas y de Medios Audiovisuales; Margarita Borja, presidenta de Clásicas y Modernas, Asociación para la igualdad de género en la cultura Moderna; moderado por Concha Hernández, directora del Festival Ellas Crean y del Centro Cultural Conde-Duque de Madrid. En junio de este mismo año llevó a cabo las conclusiones del foro “Análisis de la Circulación de Espectáculos en Estado Español: Conocer y Comprender para Mejorar” que se celebra en Almagro (Ciudad Real) y organizado por La Red Española de Teatros, Auditorios, Circuitos y Festivales de titularidad pública. En noviembre de ese mismo año, participa en la mesa redonda “Las mujeres y el poder en el sistema del arte” en la Segunda edición del Foro de la asociación Mujeres en las Artes Visuales (MAV) celebrada en Matadero, centro cultural del Ayuntamiento de Madrid.
En mayo del 2021 fue elegida presidenta de la asociación española Clásicas y Modernas.A lo largo de 2021-2022 dirigió el proyecto transmedia ¿Por qué firmé con nombre de hombre?,visibilizando las historias de vida de nueve mujeres de diversas disciplinas nacidas en los siglos XVIII y XIX que publicaron su obra bajo nombres masculinos.En 2025 dirigió y guionizó capítulos del proyecto transmedia Contando con ellas sobre la vida de mujeres a lo largo de la Historia.